# Alarm für Cobra 11 – Die Autobahnpolizei

Logo von 1998 bis 2013

Logo von 2014 bis 2019

Alarm für Cobra 11 – Die Autobahnpolizei (kurz Alarm für Cobra 11, Cobra 11, AfC11, C11) ist eine deutsche Actionserie, die seit 1995 produziert und seit 1996 von RTL ausgestrahlt wird.
Die Serie beschreibt die Einsätze der Kripo Autobahn, einer fiktiven Abteilung der Autobahnpolizei. Hauptpersonen sind zwei Polizisten, die zusammen das Cobra-11-Team bilden. Die Aufgaben des Cobra-11-Teams bestehen in erster Linie darin, Verbrechen aufzuklären und Täter zu stellen. Dabei werden typische Elemente des Genres Action verwendet, so dass es regelmäßig zu Verfolgungsjagden, Schusswechseln, Explosionen und Faustkämpfen kommt. Diese Actionszenen wurden oft aufwändig produziert und spektakulär inszeniert. Die Serie ist die aufwändigste und teuerste der RTL-Produktionen.
Am 1. Juli 2021 kündigte RTL an, dass ab dem 29. Juli 2021 die „vorerst letzte Staffel“ mit acht neuen Folgen startet. Bereits am 12. Juli 2021 wurde die komplette Staffel bei TVNOW veröffentlicht.
Seit 2022 werden neue Folgen ausschließlich in Spielfilmlänge produziert und als Teil der Reihe Tödlicher Dienstag gesendet.
Im Januar 2023 wurde die Fortsetzung von Cobra 11 mit neuen Folgen in Spielfilmlänge bestätigt.

## Geschichte
Die ersten drei Staffeln wurden von Polyphon produziert, wobei action concept für die Stunts verantwortlich war. Die Sendezeit ist donnerstags um 20:15 Uhr, nachdem zu Serienbeginn die Ausstrahlung dienstags erfolgt war.
Die Serie begann 1996 mit dem Pilotfilm Bomben bei Kilometer 92. Die 22. Staffel wurde vom 14. September 2017 bis zum 3. Mai 2018 mit einer dreimonatigen Sendepause ausgestrahlt. Seit dem 13. September 2018 wird die 44. Sendestaffel übertragen, die elf Episoden umfasst. Bereits Anfang März desselben Jahres kündigte RTL an, dass man die Serie 2019 mit einer weiteren Produktionsstaffel fortsetzen wird. Aufgrund der COVID-19-Pandemie und dem Sparkurs des Senders RTL unterliegt die Serie derzeit einem Produktionsstopp. Nach Ausstrahlung der 25. Staffel wird die Serie einer Revision unterzogen und bewertet.
Das Cobra 11-Team bestand zu Beginn aus Kriminalhauptkommissar Frank Stolte und Kriminalhauptkommissar Ingo Fischer. Bereits nach zwei Folgen trat Kriminalhauptkommissar Semir Gerkhan an die Stelle von Ingo Fischer, nachdem Letzterer bei einem Einsatz erschossen worden war. Seitdem blieb die Rolle des Semir Gerkhan fester Bestandteil der Serie, während sein Teamkollege mehrfach wechselte. Im Jahr 2020 wurden große Veränderungen in die Serie eingebaut, denn erstmals hat Semir Gerkhan mit Vicky Reisinger eine Frau als Teamkollegin an seiner Seite. Das weitere Team der Autobahnpolizei wurde fast komplett ausgetauscht und das Polizeirevier wurde ausgiebig umgestaltet.

## Vorspann
Der erste Vorspann (1996–2006) wurde von Fritz Stavenhagen gesprochen, die neueren Versionen des Vorspanns (2007–2019) spricht Patrick Linke. Seit 2020 entfällt der gesprochene Anteil im Vorspann und eine neue Version der Titelmelodie wurde eingeführt.
Nach der Einleitungssequenz, bei der meist ein schwerer Unfall auf der Autobahn geschieht oder ein Verbrechen verübt wird, beginnt mit folgenden Worten im Vorspann die eigentliche Folge:
- Folge 1–158 (1996–2006)

„Ihr Revier ist die Autobahn.
Ihr Tempo ist mörderisch.
Ihre Gegner: Autoschieber, Mörder und Erpresser.
Einsatz rund um die Uhr für die Männer von Cobra 11.
Unsere Sicherheit ist ihr Job.“

| Nummer | Folgen  | Darsteller                                          | Version |
| ------ | ------- | --------------------------------------------------- | ------- |
| 1      | 1–2     | Johannes Brandrup, Rainer Strecker und Almut Eggert |         |
| 2      | 3–9     | Johannes Brandrup, Erdoğan Atalay und Almut Eggert  |         |
| 3      | 10–31   | Mark Keller und Erdoğan Atalay                      | 1       |
| 4      | 32–47   | Mark Keller und Erdoğan Atalay                      | 2       |
| 5      | 48–97   | René Steinke und Erdoğan Atalay                     | 1       |
| 6      | 98–125  | Erdoğan Atalay und Christian Oliver                 |         |
| 7      | 126–158 | Erdoğan Atalay und René Steinke                     | 2       |

- Folge 159–243 (2007–2012):

„Ihr Revier ist die Autobahn.
Ihr Einsatz heißt: volles Tempo.
Ihre Gegner von heute: extrem schnell und gefährlich.
Verbrechen ohne Limit – Jeder Einsatz volles Risiko
für die Männer von Cobra 11.“

| Nummer | Folgen  | Darsteller                         | Version |
| ------ | ------- | ---------------------------------- | ------- |
| 8      | 159–179 | Erdoğan Atalay und Gedeon Burkhard |         |
| 9      | 180–243 | Erdoğan Atalay und Tom Beck        | 1       |

- Folge 244–261, 268 und 283 (2013–2014, 2015):

„Ihr Revier ist die Autobahn.
Ihre Gegner extrem schnell und gefährlich.
Verbrechen ohne Limit.
Jeder Einsatz – volles Risiko
für die Männer von Cobra 11.“

| Nummer | Folgen  | Darsteller                  | Version |
| ------ | ------- | --------------------------- | ------- |
| 10     | 244–260 | Erdoğan Atalay und Tom Beck | 2       |

- Folge 262–364 (2014–2019):

„Ihr Revier ist die Autobahn.
Ihre Gegner extrem schnell und gefährlich.
Verbrechen ohne Limit
volles Risiko
für die Männer von Cobra 11.“

| Nummer | Folgen  | Darsteller                                                                                | Version |
| ------ | ------- | ----------------------------------------------------------------------------------------- | ------- |
| 11     | 261–291 | Erdoğan Atalay und Vinzenz Kiefer                                                         |         |
| 12     | 292–364 | Erdoğan Atalay, Daniel Roesner, Katja Woywood, Katrin Heß, Daniela Wutte und Niels Kurvin |         |

- seit Folge 365 (seit 2020):

| Nummer | Folgen  | Darsteller                                                                                        | Version |
| ------ | ------- | ------------------------------------------------------------------------------------------------- | ------- |
| 13     | 365–378 | Erdoğan Atalay, Pia Stutzenstein, Patrick Kalupa, Christopher Patten, Gizem Emre und Nicolas Wolf |         |
| 14     | 379–381 | Erdoğan Atalay, Pia Stutzenstein, Patrick Kalupa, Gizem Emre und Nicolas Wolf                     |         |
| 15     | 382–    | Erdoğan Atalay und Pia Stutzenstein                                                               |         |

## Produktion und Charakteristika

### Drehorte

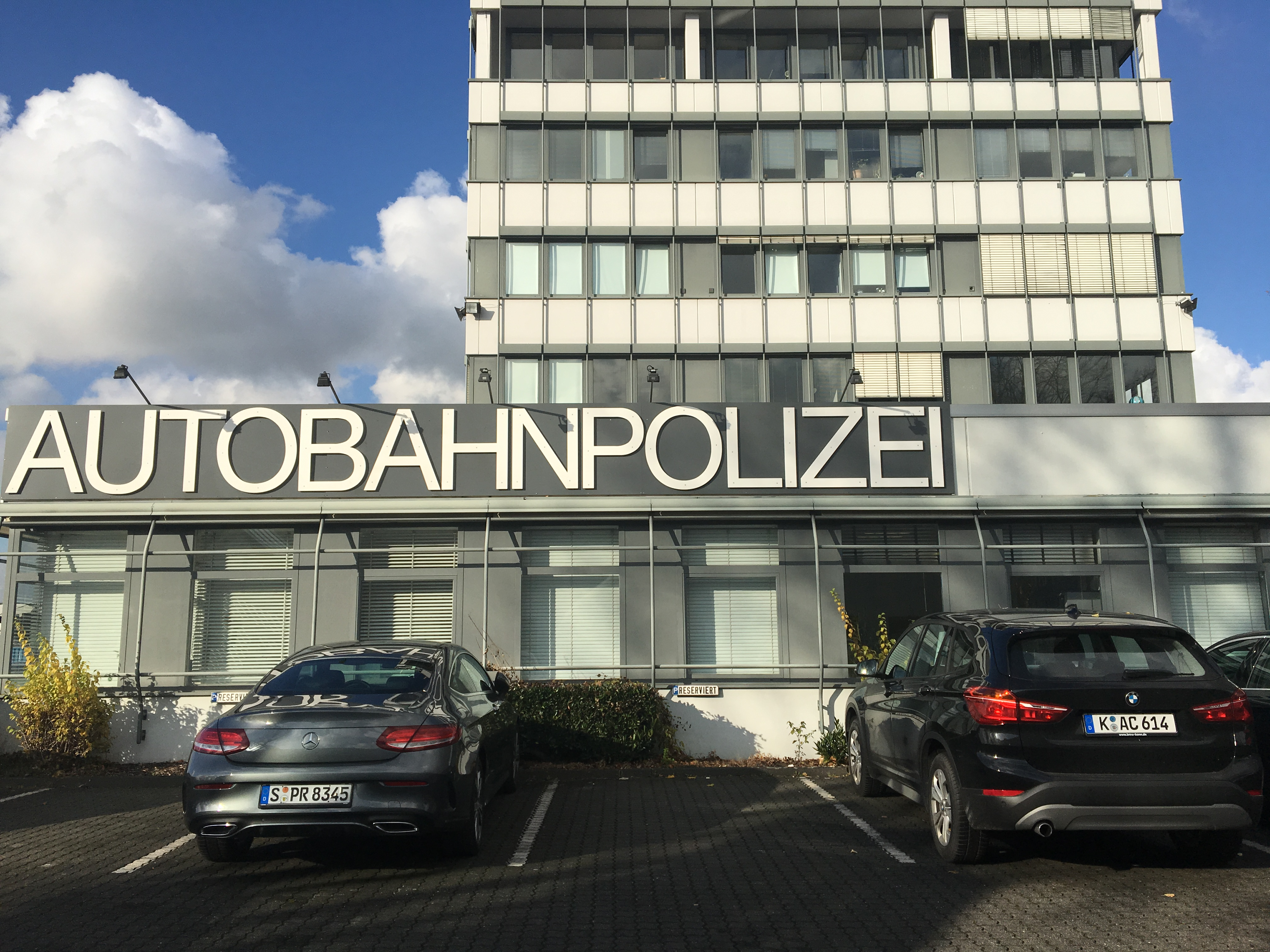
Außenansicht der Kripo Autobahn und ehemals gleichzeitiger Sitz von action concept

Zunächst waren Berlin und Brandenburg Handlungsorte. Die erste Dienststelle war ein Gebäude des ehemaligen Checkpoint Bravo bei Dreilinden. Autobahnszenen wurden auf einem 1969 aufgelassenen Teilstück der ehemaligen Reichsautobahn 51 (heute A115) gedreht, das 1999/2000 renaturiert wurde.
Später wurde die Serie dann ins Rheinland zwischen Krefeld und Köln verlegt, wo sich der Firmensitz der Produktionsfirma action concept befand. Autobahnszenen wurden zunächst auf der A540 in Grevenbroich gedreht, da diese Strecke Teil einer noch nicht vollständig realisierten Autobahn ist, vergleichsweise wenig befahren und leicht abzusperren ist.
Die Handlungen im Rheinland begannen in der zweiten Jahreshälfte 1998 mit der fünften Staffel bzw. deren erster Episode Ein Leopard läuft Amok, nachdem die letzte Folge der vierten Staffel, Schlag zu!", noch komplett in Berlin und Brandenburg gespielt hatte. An der Serienbesetzung änderte sich zu diesem Zeitpunkt nichts, in der Serienhandlung wurde der Ortswechsel nie thematisiert. Da die Folgen zum damaligen Zeitpunkt so gut wie keine übergreifende Story aufwiesen, war dies drehbuchtechnisch recht einfach zu realisieren. Für Verwirrungen beim Publikum könnte somit lediglich die plötzliche Änderung der Umgebung im Vergleich zu vorher gesorgt haben.
Seit 2005 hat die Alarm-für-Cobra-11-Crew auch eine „eigene“ Autobahn, die FTL Germany, eine Filmautobahn in Siersdorf bei Aldenhoven. Dort gibt es eine etwa 1000 m lange Autobahnstrecke, die für Filmaufnahmen angemietet wird. Das Gelände in Aldenhoven kann für Filmaufnahmen, Testzwecke und Veranstaltungen von jedermann gemietet werden. Auf dieser Strecke werden die meisten Stuntszenen der Serie gedreht.
Das Gebäude der Dienststelle befand sich auf dem damaligem Gelände der Firma action concept.
Für den Pilotfilm der 18. Staffel, Auferstehung, wurden die meisten Szenen in Österreich in Tirol gedreht.
Die Produktion reiste für den Pilotfilm Vendetta sechs Tage nach Tirana, um dort Szenen für diesen zu drehen.
In Cobra, übernehmen Sie! wurden die Szenen im Showdown des Pilotfilms im Hafen von Lüttich gedreht.
Die Episode FKK-Alarm für Semir spielt auf der Ostseeinsel Rügen.
Im Pilotfilm Jenseits von Eden spielen einige Szenen in einem Bunker. Als Drehort diente der ehemalige Ausweichsitz der Landesregierung Nordrhein-Westfalen in Kall-Urft. Für die Darstellung der Szenen in der Atacama-Wüste wurde im Tagebau Garzweiler in der Nähe von Grevenbroich gedreht.
Viele weitere Szenen werden in bereits verlassenen Fabriken oder Häusern gedreht.

### Namensgebung
Zu Beginn der Serie war der Funkrufname „Cobra 11“ für die Dienststelle des Autobahnpolizeireviers 11 und „Cobra“ für die regionale Polizeileitstelle, während die Hauptdarsteller als Cobra 11/1 und Cobra 11/2 und die uniformierten Darsteller u. a. als Cobra 11/4 auftraten, was auch in Teilen den realen Funkrufnamenschemata des BOS-Funks für die Polizei entspricht.
Mit der Übernahme der Produktion durch action concept wurde „Cobra 11“ der Funkrufname der beiden Hauptdarsteller, während die Dienststelle zu „Cobra“ wurde, die Uniformierten zu „Cobra 19“, die Darsteller des Teams 2 zu „Cobra 12“ und die Dienststellenleitung zu „Cobra 1“. In der Folge 1983 erzählen die beiden „Helden der ersten Stunde“ eine Geschichte über den Ursprung des Namens, der zufolge Semir den Rufnamen Cobra zur Autobahnpolizei gebracht hat. Semir kommentiert diese mit den Worten, man soll nicht alles glauben, was kleine Kinder oder alte Männer erzählen. Das kann auch deshalb nicht stimmen, weil der Funkname Cobra schon in den ersten Folgen benutzt wurde, als Semir noch nicht Teil der Serie war.

### Episodenaufbau
Die Serie beginnt meist mit einem Verbrechen. Daraufhin findet eine Verfolgungsjagd auf der Autobahn statt, gefolgt von einer Massenkarambolage und/oder einem Schusswechsel. Meist können der oder die Täter flüchten. Anschließend ermitteln die beiden Kommissare. Es werden Verdächtige verhört, und es wird im privaten Umfeld des Täters ermittelt. Meist wird jetzt ein Verdächtiger festgenommen oder es werden wichtige Beweismittel sichergestellt. Zum Schluss gibt es nach einem mehr oder weniger erfolgreichen „Zugriff“ wieder eine Verfolgungsjagd. Dabei wird der Täter festgenommen oder er verunglückt.
Mit Beginn der 19. Staffel hat man erstmals in der Serie einen zweiten Handlungsstrang für einen der beiden Kommissare (Semir Gerkhan) eingeführt. Dieser erstreckt sich über mehrere Staffeln hinweg. Laut eigenen Angaben würde die Serie u. a. dadurch erwachsener werden. Eine Neuerung ab dieser Staffel ist zudem, dass man in die Serie einen Head-Writer eingeführt hat. Mit dem Einstieg von Vinzenz Kiefer (Alex Brandt) in die Serie hat man erneut einen weiteren Handlungsstrang eingeführt. Dieser entwickelt sich über die gesamte Staffel hinweg, was am Ende der Staffel zu einem Cliffhanger führt. Die Folgen wirken dabei auch düster und machen den komödiantischen Stil, der von 2008 bis 2013 jede Folge zeichnete, wett.
Einige der Episoden behandeln tragische Themen, etwa den Tod nahestehender Personen, in anderen überwiegen hingegen humoristische Elemente. Besonders in jüngerer Vergangenheit gab es auch einige Folgen mit recht skurrilen Inhalten. So sieht man in Jenseits von Eden einen Putschversuch ehemaliger NVA-Soldaten, während Road Trip an einen Western angelehnt ist.
Seit Beginn der Staffel 25 kehrt die Serie zu ihren ursprünglichen Episodenschemas aus den Jahren 1996–1999 zurück, und damit rücken die Kriminalfälle und die Ermittlungsarbeit, aber auch die Charaktere selbst, mit ihren eigenen Schicksalen und Rückschlägen im Leben und Beruf, deutlich mehr in den Fokus als in den letzten Staffeln mit teilweise übertriebenen, jedoch unterhaltsamen Actionszenen. Auch aktuelle Ereignisse, wie z. B. das umstrittene Racial Profiling bei der Polizei, und neue digitale Führungs- und Einsatzmittel und Ermittlungsmethoden finden ihren Einzug in die Serie.

## Episodenliste
Bei Alarm für Cobra 11 ist sowohl die Einteilung in Produktionsstaffeln, also der Reihenfolge, in der die Folgen produziert worden sind, als auch die Einteilung in Sendestaffeln, also entsprechend der Erstausstrahlung bei RTL, verbreitet. RTL gibt zudem seine eigene Reihenfolge an, die der Produktionsstaffel ähnlich ist.
Hier in der Wikipedia werden alle Folgen der jeweiligen Produktionsstaffel angegeben.

## Besetzung
Dies ist eine Übersicht über die wichtigsten Figuren der Serie, für eine ausführliche Auflistung der Darsteller und Rollen siehe auch:
Aktuelle Darsteller sind fett dargestellt.

### Kriminal(haupt)kommissare
Vinzenz Kiefer und Daniel Roesner hatten bereits in früheren Folgen Auftritte in anderen Rollen. Rainer Strecker hatte 2019 einen Auftritt in einer anderen Rolle.
| Darsteller        | Rollenname                            | Folge(n)      | Staffel    | Zeitraum            | Bemerkungen |
| ----------------- | ------------------------------------- | ------------- | ---------- | ------------------- | --- |
| Rainer Strecker   | Ingo Fischer †                        | 1–2 a         | 1          | 1996                | Kriminalhauptkommissar                                                                                                |
| Johannes Brandrup | Frank Stolte                          | 1–9 310       | 1 40       | 1996 2016           | Kriminalhauptkommissar a. D.                                                                                          |
| Erdoğan Atalay    | Semir Gerkhan                         | 3– c          | 1–         | 1996–               | in Folge 360: Polizeikommissar, Kriminalhauptkommissar (A12), ehemaliger stellvertretender Leiter der Autobahnpolizei |
| Mark Keller       | André Fux †                           | 10–47 b 254   | 2–6 34     | 1997–1999 2013      | Kriminalhauptkommissar                                                                                                |
| René Steinke      | Tom Kranich †                         | 48–97 126–158 | 7–13 17–21 | 1999–2003 2005–2007 | Kriminalhauptkommissar                                                                                                |
| Christian Oliver  | Jan Richter                           | 98–125        | 14–16      | 2003–2004           | Kriminalkommissar |
| Gedeon Burkhard   | Chris Ritter †                        | 158–179       | 21–23      | 2007–2008           | Kriminalhauptkommissar                                                                                                |
| Tom Beck          | Ben Jäger                             | 180–260 355   | 24–34 46   | 2008–2013 2019      | Kriminalhauptkommissar a. D.                                                                                          |
| Vinzenz Kiefer    | Alexander „Alex“ Brandt, geb. Rickert | 261–291 d     | 35–38      | 2014–2015           | Kriminalhauptkommissar a. D.                                                                                          |
| Daniel Roesner    | Paul Renner                           | 292–364       | 39–46      | 2016–2019           | Kriminalhauptkommissar a. D.                                                                                          |
| Pia Stutzenstein  | Victoria „Vicky“ Reisinger            | 365–          | 47–        | 2020–               | Kriminalkommissarin                                                                                                   |

### Dienststellenleiter
| Darsteller       | Rollenname          | Folge(n)        | Staffel    | Zeitraum       | Bemerkungen |
| ---------------- | ------------------- | --------------- | ---------- | -------------- | --- |
| Almut Eggert     | Katharina Lamprecht | 1–15            | 1–2        | 1996–1997      | Erste Kriminalhauptkommissarin (A13), ehemalige Leiterin der Autobahnpolizei                                       |
| Charlotte Schwab | Anna Engelhardt     | 16–186 292, 299 | 3–24 39–40 | 1997–2008 2016 | Kriminaldirektorin, ehemalige Leiterin der Autobahnpolizei, Referentin im Innenministerium NRW                     |
| Katja Woywood    | Kim Krüger †        | 189–364         | 25–46      | 2009–2019      | Kriminalrätin a. D., ehemalige Leiterin der Autobahnpolizei, ehemalige Polizeipräsidentin                          |
| Patrick Kalupa   | Roman Kramer        | 365–381         | 47–49      | 2020–2023      | Kriminaloberrat, ehemaliger Leiter der Autobahnpolizei                                                             |
| Nicolas Wolf     | Max Tauber          | 365–            | 47–        | 2020–          | Polizeikommissar und Zivilfahnder, Leiter der Autobahnpolizei (seit Folge 382), Verlobter von Dana, Vater von Theo |

### Polizisten
| Darsteller         | Rollenname                 | Folge(n)                                                                                                | Staffel     | Zeitraum  | Bemerkungen                                                                         |
| ------------------ | -------------------------- | --- | ----------- | --------- | ----------------------------------------------------------------------------------- |
| Günter Schubert    | Thomas Rieder              | 1–4 | 1           | 1996      | Polizeihauptmeister, Wachhabender der APW 11                                        |
| Claudia Balko      | Anja Heckendorn            | 1–8 | 1           | 1996      | Polizeihauptmeisterin                                                               |
| Uwe Büschken       | Marcus Bodmar              | 1, 5–9                                                                                                  | 1           | 1996      | Polizeihauptmeister                                                                 |
| Matthias Freihof   | Jochen Seyfert             | 2–9 | 1           | 1996      | Polizeimeister                                                                      |
| Sven Riemann       | Manfred Maier-Hofer        | 10–14                                                                                                   | 2           | 1997      | Polizeiobermeister                                                                  |
| Dietmar Huhn       | Horst „Hotte“ Herzberger † | 10–223                                                                                                  | 2–30        | 1997–2011 | bis Folge 76: Polizeihauptmeister ab Folge 76: Polizeikommissar                     |
| Gottfried Vollmer  | Dieter Bonrath †           | 16–276                                                                                                  | 3–37        | 1997–2015 | Polizeiobermeister, Polizeihauptmeister, Polizeikommissar                           |
| Katrin Heß         | Jennifer „Jenny“ Dorn      | 219–330, 337–364                                                                                        | 29–42 44–46 | 2011–2019 | bis Folge 261: Polizeikommissarin ab Folge 261: Kriminaloberkommissarin             |
| Tesha Moon Krieg   | Dana Gerkhan, geb. Wegener | 223 | 30          | 2011      | Polizeikommissarin, uneheliche Tochter von Semir, Verlobte von Max, Mutter von Theo |
| Gizem Emre         | Dana Gerkhan, geb. Wegener | 274, 276, 279, 282–283, 289, 291–292, 307–311, 314–318, 326, 328, 331–332, 338, 342, 347–349, 351, 353– | 36–         | 2014–     | Polizeikommissarin, uneheliche Tochter von Semir, Verlobte von Max, Mutter von Theo |
| Lion Wasczyk       | Finn Bartels               | 300–362                                                                                                 | 40–46       | 2016–2019 | Polizeikommissar                                                                    |
| Christopher Patten | Marc Schaffrath            | 365–378                                                                                                 | 47          | 2020–2021 | Kriminalkommissar des PP Dortmund, Ex-Freund von Vicky                              |
| Monika Oschek      | Silke Rauhbach             | 382– | 50–         | 2025–     | Polizeihauptkommissarin                                                             |
| Tom Keune          | Andreas „Andi“ Bärenfänger | 382– | 50–         | 2025–     | Polizeihauptkommissar                                                               |

### Sekretärinnen
| Darsteller    | Rollenname                   | Folge(n)       | Staffel    | Zeitraum  | Bemerkungen                                                      |
| ------------- | ---------------------------- | -------------- | ---------- | --------- | ---------------------------------------------------------------- |
| Nina Weniger  | Regina Christmann            | 10–15          | 2          | 1997      | Katharina Lamprechts Sekretärin                                  |
| Carina Wiese  | Andrea Gerkhan, geb. Schäfer | 16–204 223–355 | 3–27 30–46 | 1997–2019 | ehemalige Sekretärin, Ex-Frau von Semir, Mutter von Ayda & Lilly |
| Martina Hill  | Petra Schubert               | 144–158        | 19–21      | 2006–2007 | ehemalige Sekretärin (Vertretung von Andrea Schäfer)             |
| Daniela Wutte | Susanne König                | 158–361        | 21–46      | 2007–2019 | ehemalige Sekretärin                                             |

### KTU
| Darsteller   | Rollenname     | Folge(n)    | Staffel | Zeitraum  | Bemerkungen                                                                         |
| ------------ | -------------- | ----------- | ------- | --------- | ----------------------------------------------------------------------------------- |
| Niels Kurvin | Hartmut Freund | 98, 114–361 | 14–46   | 2003–2019 | ehemaliger Mitarbeiter der KTU, Kriminologe a. D., gründet ein Start-up-Unternehmen |

### Zeitleiste der wichtigsten Figuren
Dieser Überblick ist alphabetisch sortiert nach Nachnamen (enthält alle Figuren, die oben einen blauen Link in den Hauptartikel haben):

## Fernsehausstrahlung

### Deutschland
In Deutschland wird Alarm für Cobra 11 seit dem 12. März 1996, zunächst dienstags, später donnerstags auf dem Free-TV-Sender RTL gesendet. Seit Anfang 2023 erfolgt die Ausstrahlung am Dienstag als Teil des Programmlabels Tödlicher Dienstag bei RTL. Es wurden meistens zwei Sendestaffeln pro Jahr gezeigt, die etwa einer Produktionsstaffel entsprechen. Außerdem werden Wiederholungen auf dem Pay-TV-Sender RTL Crime gesendet. Seit dem 7. April 2012 werden auch Wiederholungen auf dem Free-TV-Sender Nitro gesendet. Außerdem sind alle Folgen ab der 2. Staffel kostenpflichtig bei dem VOD-Portal RTL+ abrufbar, wobei aktuelle Folgen jeweils für 30 Tage nach Fernsehausstrahlung kostenlos verfügbar sind. Zudem gibt es ganze Folgen kostenlos auf YouTube zu sehen.

### Österreich und Schweiz
In Österreich wurde die Serie vom 9. September 1999 bis zum 31. Dezember 2011 auf ORF 1 ausgestrahlt. In der Schweiz wurde sie ab dem 3. September 2006 auf 3+ ausgestrahlt, jedoch am 31. August 2009 wieder abgesetzt. Aktuell wird die Serie in Österreich auf RTL Österreich und in der Schweiz auf RTL Schweiz ausgestrahlt; Wiederholungen sind weiterhin auf 3+ und ORF 1 zu sehen.

### International
Alarm für Cobra 11 wird in rund 120 Ländern gesendet, u. a. in Andorra, Angola, Argentinien, Australien, Belgien, Brasilien, Bosnien und Herzegowina, Bulgarien, Chile, der Volksrepublik China, Ecuador, Estland, Frankreich, Griechenland, Indien, Iran, Italien, Japan, Kanada, Kroatien, Lettland, Litauen, Luxemburg, Malaysia, Mexiko, Mittlerer Osten, Nepal, Niederlande, Nordmazedonien, Österreich, Pakistan, Polen, Portugal, Rumänien, Russland, Schweiz, Serbien, Singapur, Slowakei, Slowenien, Spanien, Südafrika, Südkorea, Taiwan, Thailand, Tschechien, Türkei, Ukraine, Ungarn, Vereinigte Staaten und Vietnam. Außerdem wird die Serie seit dem 8. April 2010 auf Bundeswehr TV ausgestrahlt.

## Vertrieb

### DVDs
Siehe auch: Liste der Episoden von Alarm für Cobra 11 – Die Autobahnpolizei
RTL hat bereits viele Folgen – teilweise gekürzt, da die Folgen ab 12 Jahren freigegeben werden sollen, und in falscher Reihenfolge – auf DVD veröffentlicht. Das darauf enthaltene Bonusmaterial besteht überwiegend aus Fernseh-Trailern. Die DVD „15 Jahre Alarm für Cobra 11“ enthält 2 Folgen, die bisher noch nicht auf DVD veröffentlicht wurden. Seit der 19. DVD-Staffel werden einige Staffeln FSK 16 freigegeben, allerdings ändert dies nichts daran, dass die Folgen gekürzt werden. Sie werden trotz FSK 16 genau so auf DVD gebracht, wie sie um 20:15 Uhr auf RTL gesendet wurden. Die Staffel 30 kam im Mai 2013 neben der DVD auch erstmals als Blu-ray heraus.

### Videospiele
- Alarm für Cobra 11 – Das Spiel zur RTL-Erfolgsserie, erschienen am 9. November 2000 für Windows 95, 98 und 2000, entwickelt von VCC Entertainment GmbH & Co KG und vertrieben von THQ Entertainment. Seit dem 9. April 2001 als Director’s Cut zu kaufen.
- RTL Alarm für Cobra 11 – Teil 2, erschienen am 25. November 2003 für PC (98, 2000, ME, XP) und PlayStation 2, entwickelt von Davilex vertrieben von THQ Entertainment.
- RTL Alarm für Cobra 11 – Vol. 2, erschienen am 26. November 2004 für PC (98, 2000, ME, XP) und PlayStation 2, ebenfalls entwickelt von Davilex vertrieben von, rondomedia GmbH und von NBG EDV Handels & Verlags GmbH.
- Alarm für Cobra 11 – Vol. 3, erschienen am 22. November 2005 für Windows 98, 2000 und XP, entwickelt von exozet games und Provox Games, vertrieben von RTL Playtainment. Es ist der bisher einzige Ableger der Reihe, in dem man sich als einer der Kommissare Semir Gerkhan und Tom Kranich auch frei zu Fuß bewegen kann.
- Alarm für Cobra 11: Nitro, erschienen am 2. November 2006 für Windows 2000 und XP, entwickelt von Synetic.
- Alarm für Cobra 11: Crash Time, erschienen am 2. November 2007 für Windows XP und Vista sowie später auch für die Xbox 360, entwickelt von Synetic.
- Alarm für Cobra 11: Burning Wheels, erschienen am 27. November 2008 für Windows XP, Vista und die Xbox 360, entwickelt von Synetic.
- Alarm für Cobra 11: Highway Nights, erschienen am 19. November 2009 für Windows XP, Vista und die Xbox 360, entwickelt von Synetic. Die Entwicklung der Nintendo DS Version wurde von RTL eingestellt.
- Alarm für Cobra 11: Das Syndikat[21] erschien am 26. November 2010 für die Xbox 360 und am 23. Dezember 2010 für den PC. Es wurde von Synetic entwickelt und von dtp entertainment vertrieben.[22]
- Alarm für Cobra 11: Undercover erschien Herbst 2012 für PC, PlayStation 3 und Xbox 360. Das Spiel wurde von Synetic entwickelt und von der dtp entertainment AG veröffentlicht.[23] Von der Fachpresse wurde das Spiel überwiegend negativ beurteilt, insbesondere im Vergleich zu Highway Nights.[24]

## Auszeichnungen
- Auszeichnungen durch die Deutsche Akademie für Fernsehen
  - 2014: Auszeichnung in der Kategorie Stunt für Christoph Domanski in der Folge Revolution (Staffel 35, Folge 1)
  - 2017: Nominierung in der Kategorie Stunt für Tobias Nied in der Folge Phantomcode (Staffel 40, Folge 3)
- Deutscher Fernsehpreis
  - 2018: Nominierung in der Kategorie Bester Schnitt für Darius Simaifar
- Eyes & Ears Awards
  - 2010: 1. Preis in der Kategorie Bester On-Air-Promotion-Spot für fiktionales Programm
  - 2014: 3. Preis in der Kategorie Beste On-Air-Programm-Kampagne: Fiction
  - 2016: 1. Preis in der Kategorie Beste Interaktions-Kampagne
  - 2016: 2. Preis in der Kategorie Bestes Special Marketing
  - 2016: 3. Preis in der Kategorie Bester On-Air-Programm-Spot: Fiction Eigenproduktion
  - 2017: 1. Preis in der Kategorie Bestes Special Marketing
- Goldener Löwe
  - 1996: Sonderpreis für die besten Stunts und Special-Effects an Hermann Joha
- Taurus Award
  - 2003: Nominierung in der Kategorie Best Action in a Foreign Film für die Folge Hetzjagd (Staffel 12, Folge 1)
  - 2004: Nominierung in der Kategorie Best Action in a Foreign Film für die Folge Feuertaufe (Staffel 14, Folge 1)
  - 2004: Auszeichnung in der Kategorie Best Action in a Foreign Film für die Folge Countdown auf der Todesbrücke (Staffel 1, Folge 1) der Spin-off-Serie Alarm für Cobra 11 – Einsatz für Team 2
  - 2007: Auszeichnung in der Kategorie Best Action in a Foreign Film
  - 2009: Auszeichnung in der Kategorie Best Action in a Foreign Film
  - 2011: Auszeichnung in der Kategorie Best Action in a Foreign Film für die Folge Der Anschlag (Staffel 28, Folge 1)
  - 2012: Auszeichnung in der Kategorie Best Action in a Foreign Film für die Folge 72 Stunden Angst (Staffel 30, Folge 1)
  - 2013: Auszeichnung in der Kategorie Best Action in a Foreign Film für die Folge Engel des Todes (Staffel 32, Folge 1)
  - 2014: Nominierung in der Kategorie Best Action in a Foreign Film für die Folge Auferstehung (Staffel 34, Folge 1)
  - 2015: Auszeichnung in der Kategorie Best Action in a Foreign Film für die Folge Die dunkle Seite (Staffel 36, Folge 1)
  - 2017: Auszeichnung in der Kategorie Best Action in a Foreign Film für die Folge Cobra, übernehmen Sie (Staffel 39, Folge 1)

## Parodien
Die Serie wurde einige Zeit lang in der Comedyshow Freitag Nacht News wöchentlich unter dem Titel Alarm für Kebap 11 – Die Dönerpölizei parodiert. Dabei wurden Ausschnitte aus der aktuellen Folge neu synchronisiert, wobei alle Personen mit türkischem Akzent sprachen. Eine dieser kurzen Folgen wurde sogar extra von den Hauptdarstellern der Serie (Erdoğan Atalay und René Steinke) gedreht. Weitere Parodien gab es in den Fernsehserien Switch sowie Switch reloaded zu sehen.
Ebenfalls wird die Serie in der Martina Hill Show als Alarm für Mutti 11 parodiert. In den bisher drei Episoden (Der Kindergeburtstag, Süßigkeiten, Das Öhrchen) wurden die Hauptrollen jeweils von Martina Hill und Erdoğan Atalay verkörpert.

## Spin-off
Am 17. April 2003 wurde mit Countdown auf der Todesbrücke der Pilotfilm des ersten Ablegers der Serie auf RTL ausgestrahlt.
Nach den Folgen Turbo & Tacho und Turbo und Tacho reloaded wurde am 7. Februar 2013 der zweite Ableger mit dem erstgenannten Folgentitel als Pilotfilm bei RTL ausgestrahlt.

## Trivia
- Die Situation der Folge Der Angriff von Staffel 15 vom 14. Oktober 2010 ist angelehnt an die Handlung des US-amerikanisch-französischen Films Das Ende – Assault on Precinct 13 (2005). Auf einem in mehreren Szenen zu sehenden Gefangenen ist das Tattoo: „Precinct 13“ zu erkennen. Sogar einige Charaktere des Spielfilms lassen sich in dieser Folge wiederfinden. Eine der wenigen Ausnahmen ist die Tatsache, dass, obwohl deutlich kaltes Wetter inklusive Schneetreiben zu erkennen ist, der Gefangenentransporter aufgrund eines zuvor stattfindenden Unfalls zur Wache der Autobahnpolizei kommt und nicht, wie im Spielfilm, durch allgemein schlechte Wetterbedingungen.
- Die Episode Höllenfahrt auf der A4 ist bis auf einzelne Details eine fast exakte Kopie des US-Action-Streifens Deadly Speed – Todesrennen auf dem Highway (1997).
- In der Episode Das B-Team wird Bezug auf die Serie SOKO Leipzig genommen. In dieser Episode stellt sich Hartmut Freund zur Tarnung als Lorenz Rettig aus Leipzig vor. Lorenz Rettig ist der Laborant der SOKO Leipzig und somit das entsprechende Pendant zu Hartmut Freund.
- RTL veröffentlichte 2020 ein sechs-teiliges interaktives Hörspiel mit dem Original-Cast aus der Serie, um die neuen Charaktere (Vicky Reisinger, Roman Kramer und Max Tauber) einzuführen.